# 余逸思
余逸思（英語：Yoshi Yu Yat-sze，1993年2月19日—），香港女藝人、模特兒、化妝師，隸屬Pure模特兒公司。2016年ViuTV選美節目《美選D.n.A》魔鬼組第一名兼全場總亞軍。她曾經是ViuTV經理人合約女藝人，也曾經是該台重點推介的八大藝人之一。

## 簡歷
余逸思由1999年至2005年入讀聖羅撒學校，2005至2010年入讀聖羅撒書院。
她於2016年參加ViuTV《美選D.n.A》選美真人騷節目，於決賽贏得魔鬼組第一名而進身最後兩強，最後以一票之微落敗，獲全場總亞軍。2022年於ViuTV出演《IT狗》Billie (女B) 一角，因而開始被人進一步認識。
2022年4月，MakerVille正式成立，但余逸思沒有與該公司簽約成為經理人藝員，最終更與ViuTV結束合約關係，成為自由身藝人。

## 演出作品

### 電視節目主持（ViuTV）
- 2017年：《晚吹—捲上你的床》
- 2017年：《開工》
- 2017年：《暗中旅行2》
- 2018年：《職場特工》（第7集起）
- 2018-19年：《Girls' Talk》
- 2018年：《嚮導玩》（客席主持）
- 2018年：《開工》（第二輯）
- 2020年：《旅巫》
- 2020年：《埋嚟睇 埋嚟玩》
- 2020年：《金剛旅神團》
- 2020年：《大發夢家》
- 2020年：《踢館》
- 2020年：《就係唔科學》
- 2021年：《開運旅神團》
- 2021年：《擊戰》
- 2021年：《山旮旯實習生》
- 2021-22年：《今餐有料到》（第31集起）
- 2021年：《積極到爆》
- 2021年：《台灣乜都拜》
- 2024年：《腦霧研究所》
- 2024年：《夜漫遊》

### 電視節目演出（ViuTV）
- 2016年：《美選D.n.A》參賽者
- 2017年：《晚吹 — 男人講嘢》演出
- 2018年：《Good Night Show 全民星戰》參賽者
- 2019年：《晚吹 — 女學生·吹水班》 第20集嘉賓
- 2020年：《鼠年行運要點相》第2集嘉賓
- 2020年：《辣伙頭》參賽者
- 2020年：《調教你男友》第11-12集嘉賓
- 2020年：《辣伙頭·開火》參賽者
- 2020年：《貼身36》演出
- 2021年：《ViuTV 5周年：繼續向前》演出
- 2021年：《考有Feel》演出
- 2021年：《ViuTV 2022》演出
- 2022年：《聲控鬥室》第6-10集嘉賓
- 2023年：《MM730 — Auntie 妳好》第61集嘉賓
- 2023年：《搵食考快Cert.》第11集嘉賓
- 2024年：《我想身體健康》第35集嘉賓

### 電視劇（ViuTV）
- 2018年：《Plan B》 飾 大肚婆（第11集）
- 2018年：《假若愛有期限》 飾 檢察官
- 2019年：《Reboot》 飾 Pauline
- 2019年：《假設性無罪》 飾 周巧思
- 2020年：《暖男爸爸》 飾 Ruby
- 2021年：《大叔的愛》 飾 Karen（第6集）
- 2022年：《IT狗》 飾 Billie
- 2022年：《冥冥之中》 飾 劉子珊
- 2023年：《那年盛夏我們綻放如花》飾 Katie（第14集）

### 電視劇（Astro華麗台）
- 2018年：《陽關道》

### 電影
- 2023年：《不日成婚2》 飾 Jacky

## 外部連結
- 余逸思的Instagram帳戶
- 余逸思的Facebook專頁